# 奥哈治 (阿拉巴马州)
奥哈治（英文：Ohatchee），是美国阿拉巴马州下属的一座城市。面积约为5.9平方英里（约合15.29平方公里）。根据2010年美国人口普查，该市有人口1,170人，人口密度为198.2/平方英里（约合76.52/平方公里）。